# François d'Arbaud de Porchères
Pour les articles homonymes, voir Arbaud.
François d'Arbaud de Porchères, né à Brignoles (actuel Var) le 20 décembre 1590 et mort en Bourgogne le 5 mai 1640, est un poète français.

## Biographie
De sa Provence natale il se rend à Paris pour devenir disciple en poésie de François de Malherbe, qui lui lègue en mourant la moitié de sa bibliothèque, l'autre moitié allant à Racan.
Il est l'auteur de diverses pièces en vers dont certaines ont paru dans des recueils contemporains. Souvent confondu avec Honorat de Porchères Laugier, qui fut également académicien, on lui a souvent attribué des poésies galantes telles que le célèbre sonnet sur les beaux yeux de Gabrielle d'Estrées, alors qu'il semble n'avoir composé lui-même que des poésies religieuses. Son unique publication majeure est une traduction en vers français des Psaumes de David.
En 1634, il devient l'un des vingt premiers membres de l'Académie française, où il prononce le vingtième et dernier discours, intitulé De l'amour des sciences. Malgré une pension de 600 livres que lui octroie cardinal Richelieu, il demeure toute sa vie dans une relative pauvreté.
Marié à une demoiselle De La Chapelle-Senevoy, il se retire dans ses terres à Senevoy, ancienne seigneurie de l'évêché de Bourgogne, où il meurt à l'âge de 50 ans.

## Sonnet
Sur l'Esprit malin
Nature, prête-moi tes plus noires couleurs,
Fournis, pour mon tableau, le sang d'une panthère,
Le venin d'un dragon, le fiel d'une vipère,
D'un crocodile enfin, et l'écume et les pleurs.
Je veux peindre, aujourd'hui, l'artisan des malheurs,
Le lion, le serpent, le monstre sanguinaire
Qui nous fit tous mortels, en tuant notre père,
Et, par lui, nous causa d'éternelles douleurs.
Il nous ouvrit la voie aux éternelles flammes,
Et ce bourreau cruel et des corps et des âmes
Détruisit, d'un seul coup, le bonheur des humains.
C'est à toi-même, ô Dieu ! que Satan fit outrage.
L'Homme est ta ressemblance et l'œuvre de tes mains :
Venge l'Original, en sauvant son image.

## Publications
- Le Rosaire de la Ste Vierge (1627)
- Paraphrase des Psaumes graduels. Par Franc̜ois d'Arbaut, escuyer, sieur de Porcheres (1633)
- Au Roy Ode (1633)
- Ode à monseigneur le cardinal duc de Richelieu (1636)
- Les Pseaumes de la pénitence de David, mis en vers français par Fr. Porchères d'Arbaud (1651)

Recueils
- Premier recueil de diverses poésies tant du feu sieur de Sponde que des sieurs Du Perron, de Bertaud, de Porchères et autres, non encor imprimées, recueillies par Raphaël Du Petit Val (1603), [lire en ligne]
- Le Parnasse des plus excellens poëtes de ce temps [publié par Mathieu Guillemot] (1618)
- Rimes de d'Arbaud-Porchères, éditées pour la première fois avec ses notes scientifiques et un fac-simile de son écriture [par Philippe d'Arbaud-Jouques] (1855), [lire en ligne]
- Six sonnets du dix-septième siècle [par Saint-Amant, Sarrazin, Porchères d'Arbaud, Théophile de Viau et Des Barreaux], ou Tableau des humeurs françoises environ l'an de grâce 1650, agrémenté de figures et d'ornemens inventés et gravés sur bois par le sieur Maximilien Vox (1923)